# DnaB
Хеликаза DnaB это бактериальный фермент, который открывает репликационную вилку во время репликации ДНК. Первоначально, когда DnaB связывается с DnaA, последний связан с DnaC, белком-репрессором. После диссоциации DnaC, DnaB связывает DnaG.
У эукариот функцию хеликазы выполняет Т-антиген.
Хеликаза DnaB является продуктом гена dnaB, образующийся продукт является гексамером в случае E. coli и многих других бактерий. Для осуществления каталитической активности DnaB использует энергию гидролиза нуклеозидтрифосфатов.

## Хеликаза DnaBE. coli
У E. coli, DnaB это гексамерный белок, состоящий из шести субъединиц (каждая состоит из 471 остатков аминокислот). Гексамер имеет форму кольца в трехмерной структуре.
В течение репликации ДНК, отстающая цепь проходит в центре кольца. Связывание нуклеозидтрифосфатов вызывает конформационные изменения, которые позволяют DnaB перемещаться вдоль ДНК, механически расплетая цепи ДНК.